# Annona membranacea
Annona membranacea este o specie de plante angiosperme din genul Annona, familia Annonaceae, descrisă de Robert Elias Fries. Conform Catalogue of Life specia Annona membranacea nu are subspecii cunoscute.